# Puch-d'Agenais
Pour les articles homonymes, voir Puch (homonymie) et Agenais (homonymie).
Puch-d'Agenais est une commune du Sud-Ouest de la France, située dans le département de Lot-et-Garonne, en région Nouvelle-Aquitaine.

## Géographie

### Localisation
Commune située dans le Queyran, sur l'Ourbise.

### Communes limitrophes
Les communes limitrophes sont  Damazan, Leyritz-Moncassin, Monheurt, Razimet, Saint-Léger, Saint-Léon, Villefranche-du-Queyran et Villeton.
| Leyritz-Moncassin (sur 100 m) | Razimet        | Villeton    |
| Villefranche-du-Queyran       | Puch-d'Agenais | Monheurt    |
| Saint-Léon                    | Damazan        | Saint-Léger |

### Hydrographie
Le territoire communal est irrigué par de nombreux ruisseaux dont les plus importants sont le ruisseau de la Cave qui coule d'ouest en est, l'Ourbise qui fait office de limite sud-ouest avec Villefranche-du-Queyran et son affluent, le ruisseau de Bécha, qui fait office de limite nord-ouest avec Razimet.
La commune est également traversée du sud-ouest au nord-ouest par le canal latéral à la Garonne et abrite l'écluse no 41, dite de Berry, dans le lieu-dit éponyme.

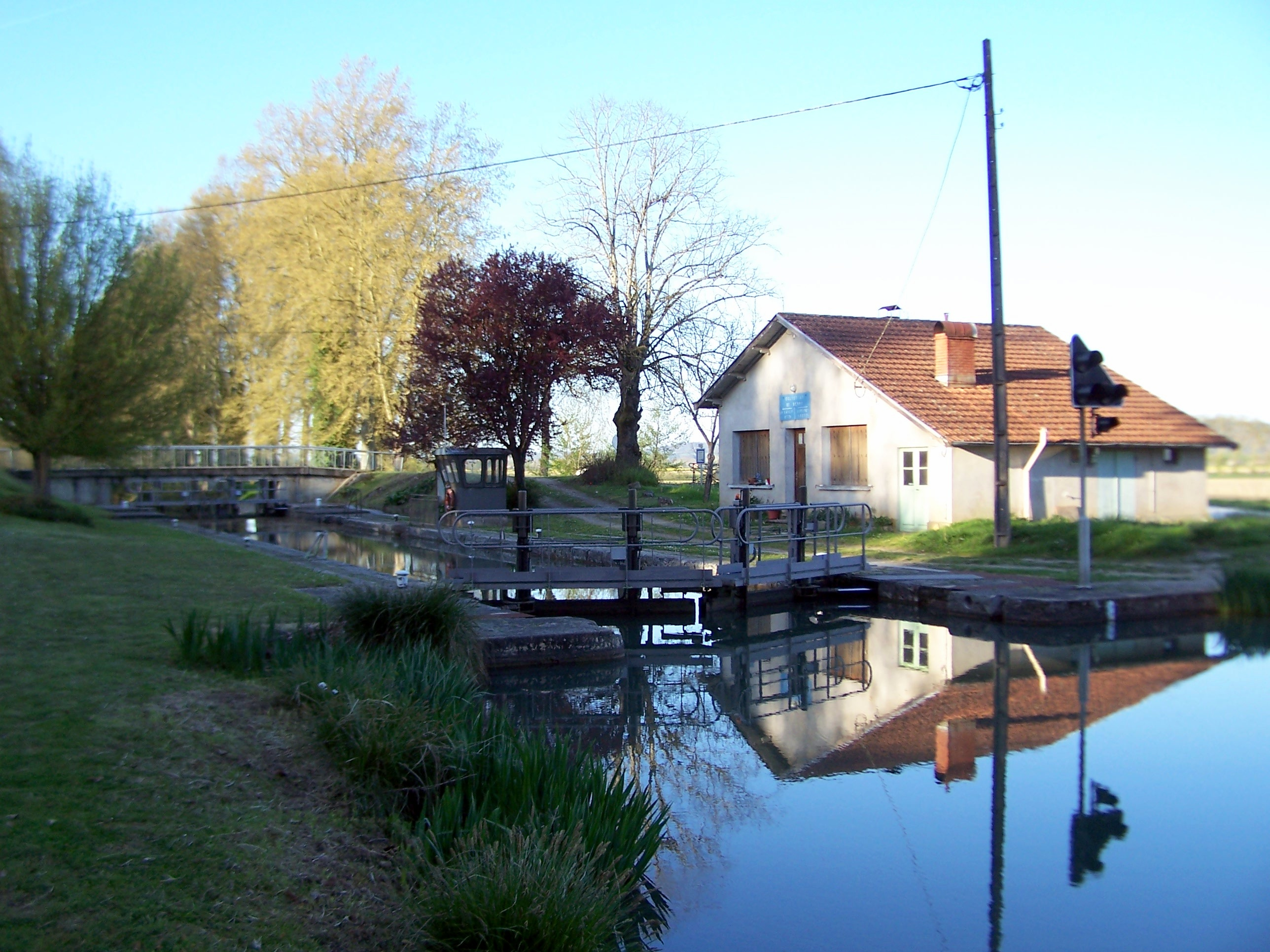
Vue d'ensemble de l'écluse de Berry.
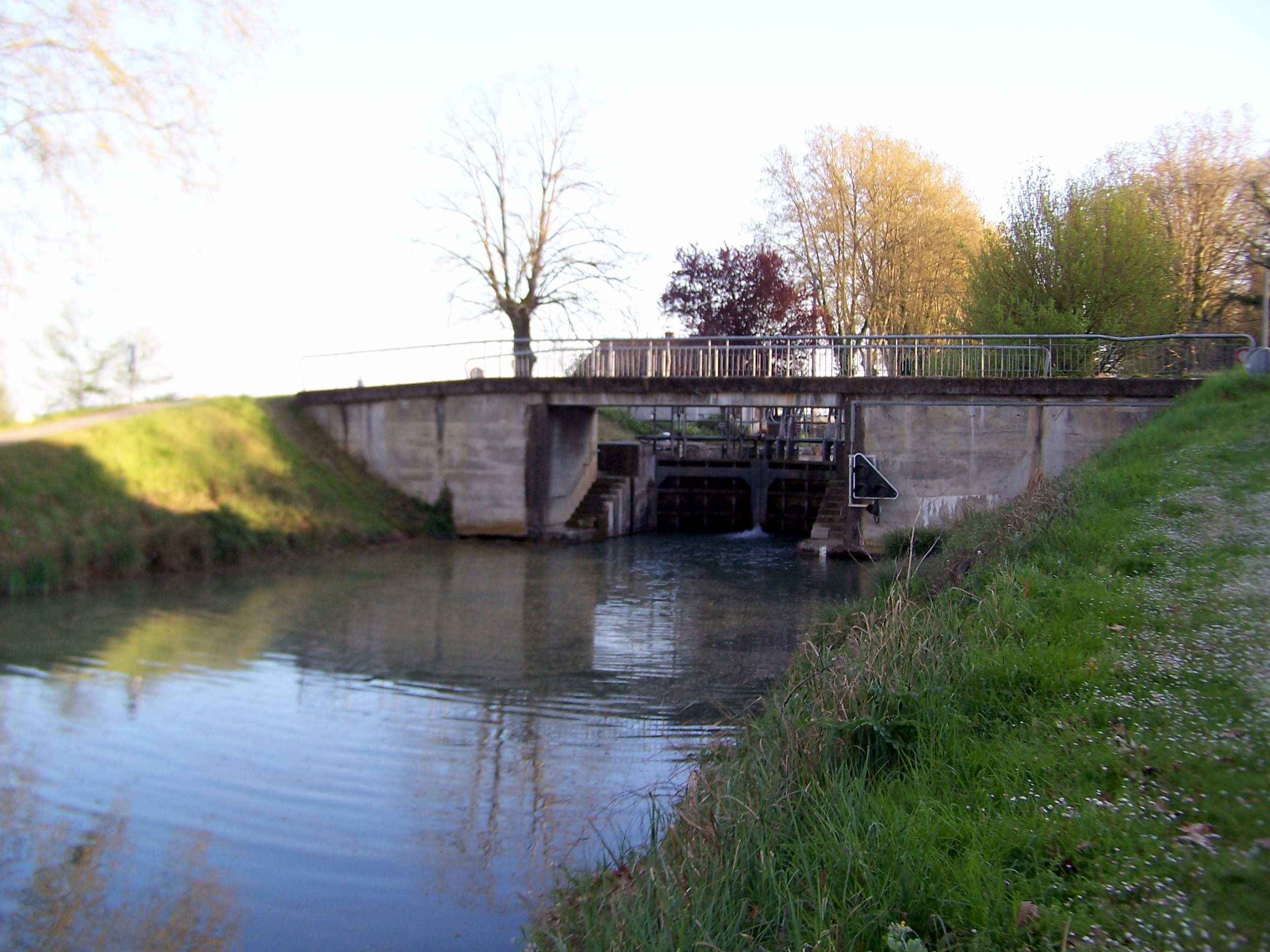
Vue aval de l'écluse.
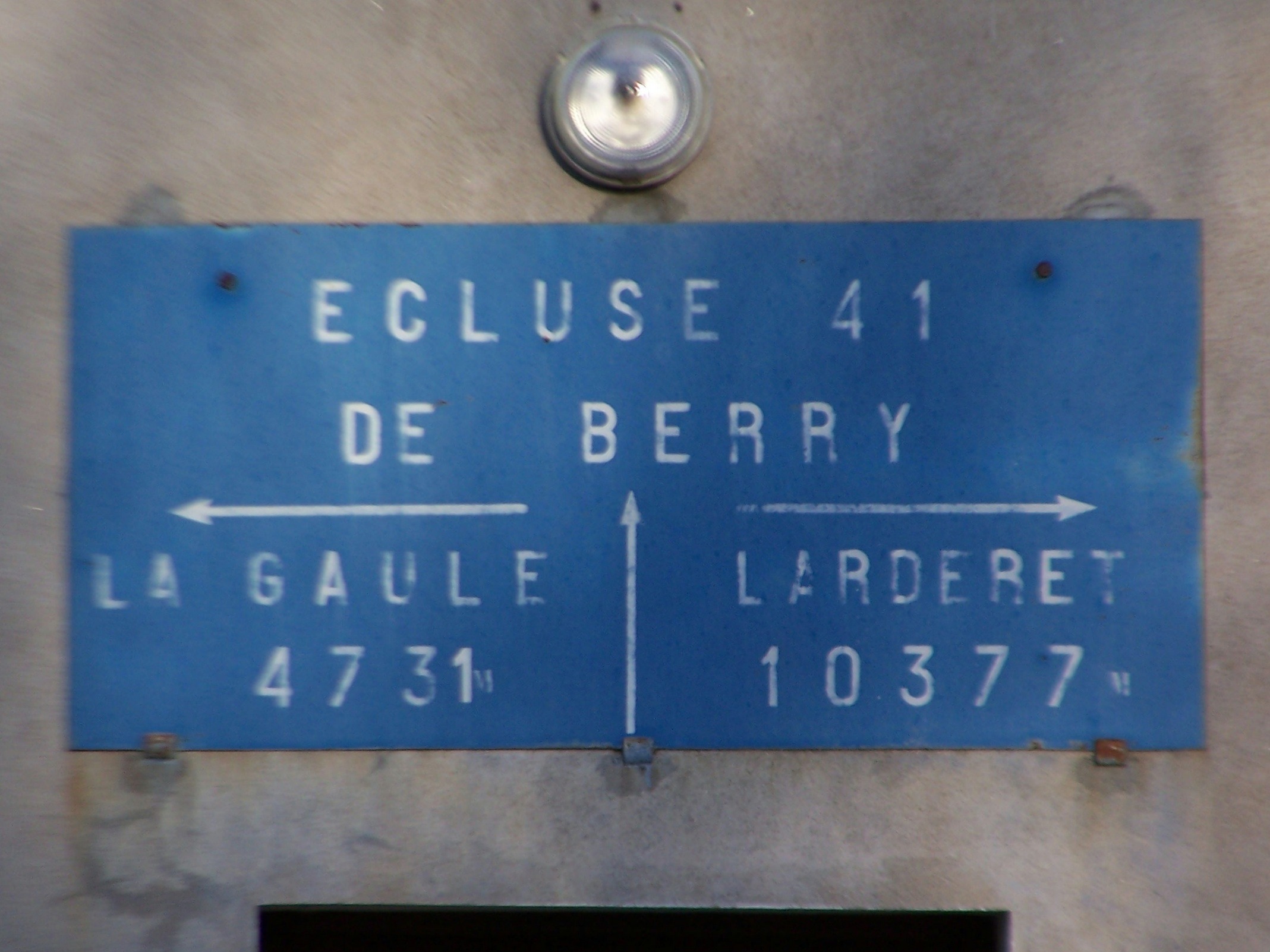
Panneau sur la maison éclusière.

### Climat
Pour des articles plus généraux, voir Climat de la Nouvelle-Aquitaine et Climat de Lot-et-Garonne.
Historiquement, la commune est exposée à un climat océanique aquitain.
En 2020, Météo-France publie une typologie des climats de la France métropolitaine dans laquelle la commune est dans une zone de transition entre le climat océanique et le climat océanique altéré et est dans la région climatique Aquitaine, Gascogne, caractérisée par une pluviométrie abondante au printemps, modérée en automne, un faible ensoleillement au printemps, un été chaud (19,5 °C), des vents faibles, des brouillards fréquents en automne et en hiver et des orages fréquents en été (15 à 20 jours).
Pour la période 1971-2000, la température annuelle moyenne est de 12,9 °C, avec une amplitude thermique annuelle de 15,2 °C. Le cumul annuel moyen de précipitations est de 787 mm, avec 10,3 jours de précipitations en janvier et 6,7 jours en juillet. Pour la période 1991-2020, la température moyenne annuelle observée sur la station météorologique la plus proche, située sur la commune de Saint-Martin-Curton à 19 km à vol d'oiseau, est de 13,7 °C et le cumul annuel moyen de précipitations est de 867,2 mm,. Pour l'avenir, les paramètres climatiques de la commune estimés pour 2050 selon différents scénarios d'émission de gaz à effet de serre sont consultables sur un site dédié publié par Météo-France en novembre 2022.

## Urbanisme

### Typologie
Au 1er janvier 2024, Puch-d'Agenais est catégorisée commune rurale à habitat très dispersé, selon la nouvelle grille communale de densité à sept niveaux définie par l'Insee en 2022.
Elle est située hors unité urbaine et hors attraction des villes,.

### Occupation des sols

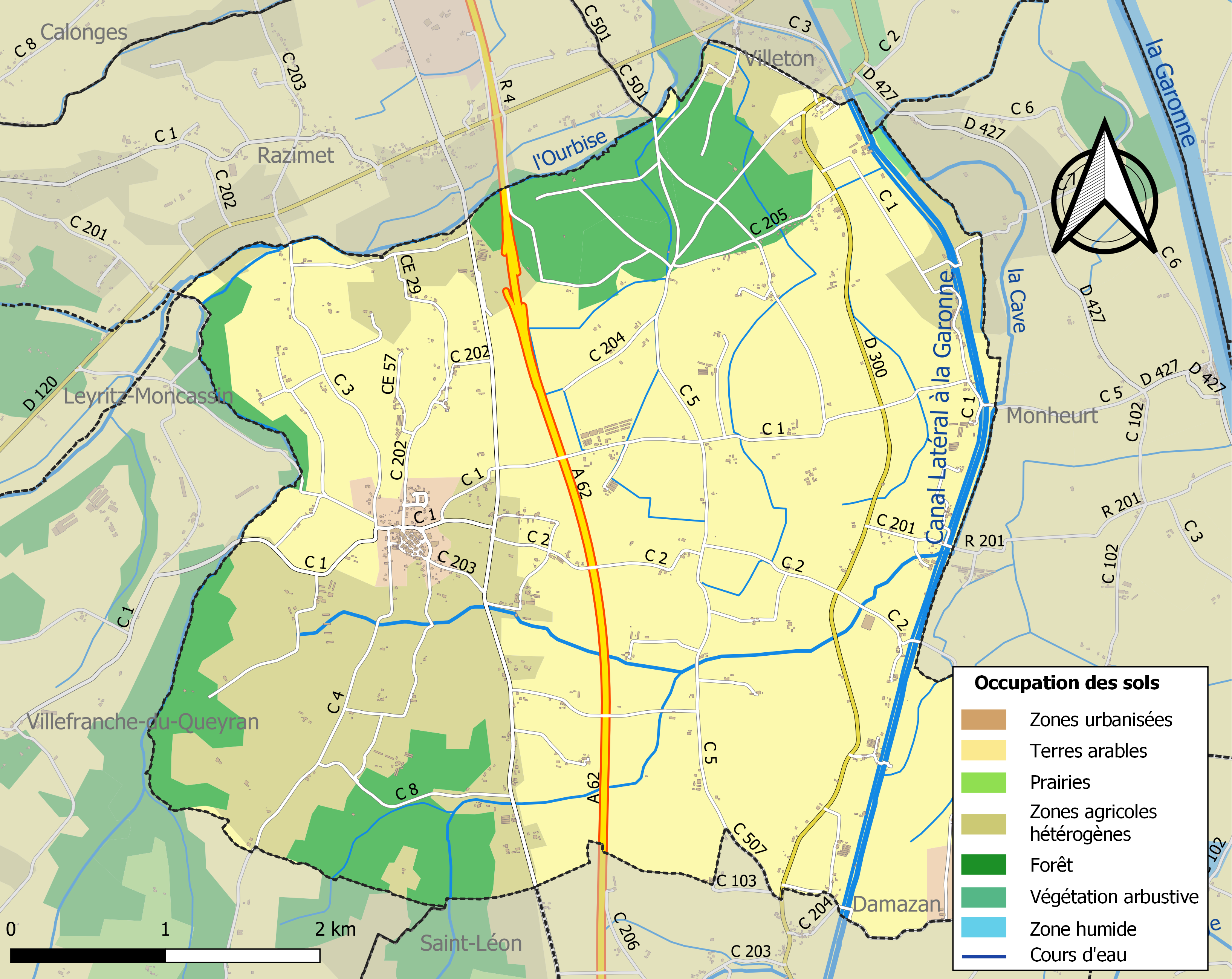
Carte des infrastructures et de l'occupation des sols de la commune en 2018 (CLC).

L'occupation des sols de la commune, telle qu'elle ressort de la base de données européenne d’occupation biophysique des sols Corine Land Cover (CLC), est marquée par l'importance des territoires agricoles (83,4 % en 2018), en diminution par rapport à 1990 (85,6 %). La répartition détaillée en 2018 est la suivante :
terres arables (64,1 %), zones agricoles hétérogènes (19,3 %), forêts (14 %), zones urbanisées (1,4 %), zones industrielles ou commerciales et réseaux de communication (1,1 %), milieux à végétation arbustive et/ou herbacée (0,1 %). L'évolution de l’occupation des sols de la commune et de ses infrastructures peut être observée sur les différentes représentations cartographiques du territoire : la carte de Cassini (XVIIIe siècle), la carte d'état-major (1820-1866) et les cartes ou photos aériennes de l'IGN pour la période actuelle (1950 à aujourd'hui).

### Risques majeurs
Le territoire de la commune de Puch-d'Agenais est vulnérable à différents aléas naturels : météorologiques (tempête, orage, neige, grand froid, canicule ou sécheresse), inondations, mouvements de terrains et séisme (sismicité très faible). Il est également exposé à deux risques technologiques, le transport de matières dangereuses et la rupture d'un barrage. Un site publié par le BRGM permet d'évaluer simplement et rapidement les risques d'un bien localisé soit par son adresse soit par le numéro de sa parcelle.

#### Risques naturels
Certaines parties du territoire communal sont susceptibles d’être affectées par le risque d’inondation par une crue à  débordement lent de cours d'eau, notamment le Canal latéral à la Garonne, la Cave et l'Ourbise. La commune a été reconnue en état de catastrophe naturelle au titre des dommages causés par les inondations et coulées de boue survenues en 1982, 1990, 1999, 2009 et 2021,.
Les mouvements de terrains susceptibles de se produire sur la commune sont des tassements différentiels.

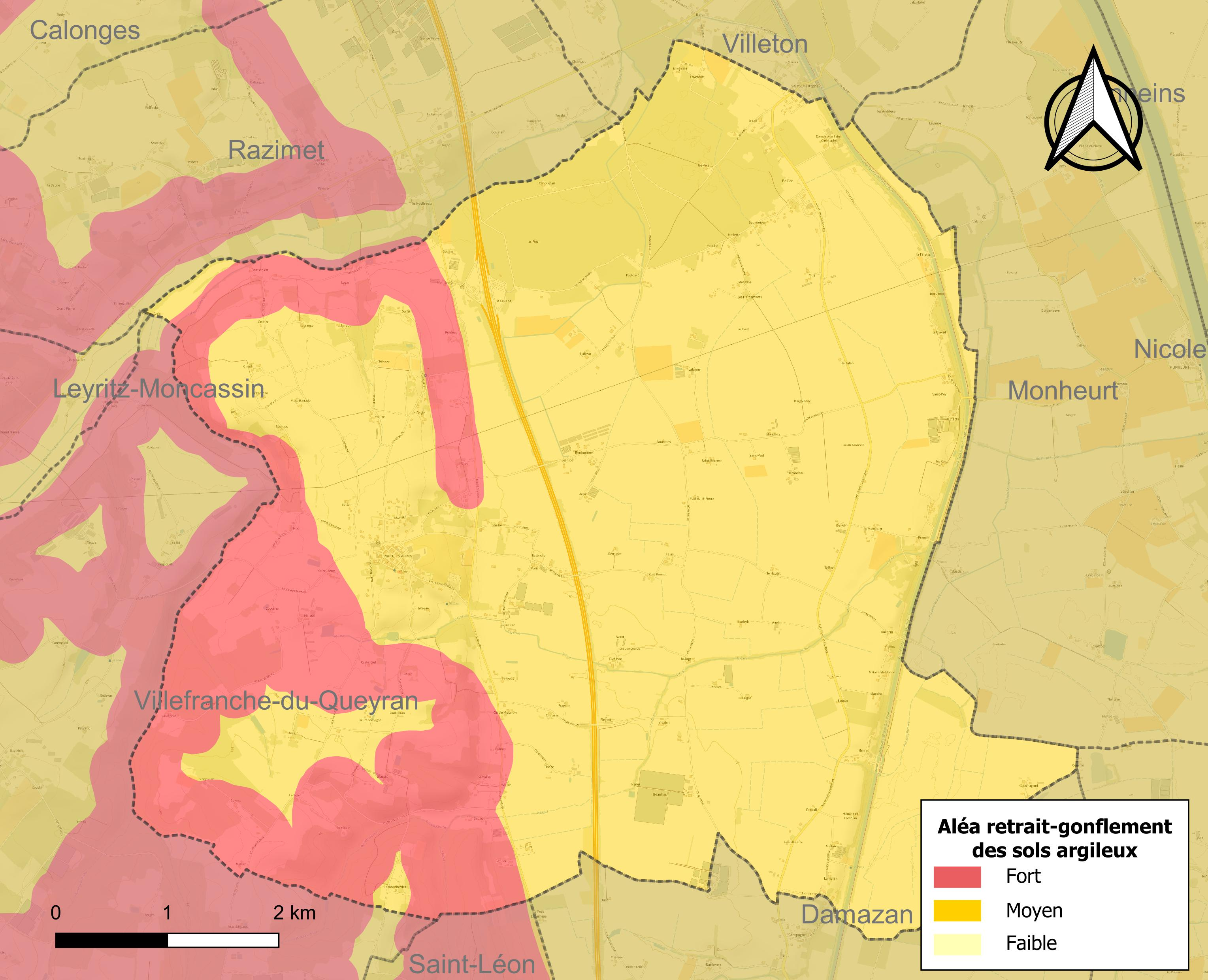
Carte des zones d'aléa retrait-gonflement des sols argileux de Puch-d'Agenais.

Le retrait-gonflement des sols argileux est susceptible d'engendrer des dommages importants aux bâtiments en cas d’alternance de périodes de sécheresse et de pluie. La totalité de la commune est en aléa moyen ou fort (91,8 % au niveau départemental et 48,5 % au niveau national). Depuis le 1er octobre 2020, en application de la loi ELAN, différentes contraintes s'imposent aux vendeurs, maîtres d'ouvrages ou constructeurs de biens situés dans une zone classée en aléa moyen ou fort,.
Concernant les mouvements de terrains, la commune a été reconnue en état de catastrophe naturelle au titre des dommages causés par la sécheresse en 2003 et 2006 et par des mouvements de terrain en 1999.

#### Risque technologique
La commune est en outre située en aval des barrages de Grandval dans le Cantal et de Sarrans en Aveyron, des ouvrages de classe A. À ce titre elle est susceptible d’être touchée par l’onde de submersion consécutive à la rupture de cet ouvrage.

## Toponymie
Le terme « puch », à l'instar des mots « pech », « pey », « puy », « peuch » ou « puech », provient du terme latin podium qui désigne une surélévation et, géographiquement parlant, une colline. Puch-d’Agenais, mentionné en 1287 sous le terme de « Podium Gontali », doit son nom à sa position en hauteur dominant la plaine de l'Agenais, au sud de la Garonne.

## Histoire

La via Aquitania, en rouge.

Des objets gallo-romains et mérovingiens ont été découverts sur les sites de Vignes et de Lompian, situés dans l'est du territoire communal, aujourd'hui sur la corniche au-dessus du canal de Garonne. Une voie romaine, la via Aquitania, reliant Narbonne (Colonia Narbo) à Bordeaux (Burdigala) en passant par Toulouse (Tolosa) et Agen (Aginnum), passait par ces sites.

## Politique et administration
| Période                                  | Période      | Identité           | Étiquette | Qualité              |
| ---------------------------------------- | ------------ | ------------------ | --------- | -------------------- |
| juin 1995                                | mars 2014    | Guy Bru †          | SE        | Agriculteur retraité |
| mars 2014                                | octobre 2018 | Christian Péjean † | SE        | Commerçant retraité  |
| octobre 2018                             | En cours     | Alain Maillé       | SE        | Agriculteur          |
| Les données manquantes sont à compléter. |              |                    |           |                      |

## Démographie
Les habitants sont appelés les Puchois.
L'évolution du nombre d'habitants est connue à travers les recensements de la population effectués dans la commune depuis 1793. Pour les communes de moins de 10 000 habitants, une enquête de recensement portant sur toute la population est réalisée tous les cinq ans, les populations de référence des années intermédiaires étant quant à elles estimées par interpolation ou extrapolation. Pour la commune, le premier recensement exhaustif entrant dans le cadre du nouveau dispositif a été réalisé en 2006.

En 2022, la commune comptait 713 habitants, en évolution de +1,42 % par rapport à 2016 (Lot-et-Garonne : −0,18 %, France hors Mayotte : +2,11 %).
| 1793  | 1800  | 1806  | 1821  | 1831  | 1836  | 1841  | 1846  | 1851  |
| ----- | ----- | ----- | ----- | ----- | ----- | ----- | ----- | ----- |
| 1 359 | 1 429 | 1 298 | 1 800 | 2 090 | 1 811 | 1 712 | 1 557 | 1 538 |

| 1856  | 1861  | 1866  | 1872  | 1876  | 1881  | 1886  | 1891  | 1896  |
| ----- | ----- | ----- | ----- | ----- | ----- | ----- | ----- | ----- |
| 1 545 | 1 553 | 1 563 | 1 481 | 1 470 | 1 536 | 1 545 | 1 512 | 1 527 |

| 1901  | 1906  | 1911  | 1921 | 1926 | 1931  | 1936  | 1946 | 1954 |
| ----- | ----- | ----- | ---- | ---- | ----- | ----- | ---- | ---- |
| 1 510 | 1 517 | 1 410 | 992  | 965  | 1 005 | 1 028 | 970  | 953  |

| 1962 | 1968 | 1975 | 1982 | 1990 | 1999 | 2006 | 2011 | 2016 |
| ---- | ---- | ---- | ---- | ---- | ---- | ---- | ---- | ---- |
| 965  | 894  | 742  | 794  | 654  | 651  | 699  | 721  | 703  |

| 2021 | 2022 | - | - | - | - | - | - | - |
| ---- | ---- | - | - | - | - | - | - | - |
| 702  | 713  | - | - | - | - | - | - | - |

## Culture locale et patrimoine

### Lieux et monuments
- L'église Saint-Pierre, située au cœur du bourg, est, à l'origine, un édifice datant du Moyen Âge quasiment entièrement reconstruit dans le style néo-gothique au cours de la seconde partie du XIXe siècle à la suite d'un effondrement de la voûte et pourvu d'un clocher hors œuvre à flèche[28]. Elle est inscrite à l'Inventaire général du patrimoine culturel[29].
- L'église Notre-Dame-de-la-Nativité ou église Saint-Vincent de Vignes, située dans le lieu-dit Vignes dans l'est du territoire communal, sur la corniche au-dessus du canal de Garonne, a remplacé au XVe siècle une église plus ancienne puis a vu, ultérieurement, son clocher-mur surélevé et consolidé par d'imposants contreforts en façade occidentale[30]. Elle est inscrite à l'Inventaire général du patrimoine culturel[31].
- L'église Saint-Jean-Baptiste, située dans le lieu-dit Lompian également dans l'est du territoire communal, sur la corniche au-dessus du canal de Garonne, a été construite au XVe siècle en style gothique puis fortement remaniée au XIXe siècle en style néo-gothique et pourvue d'un clocher-porche[32]. Elle est inscrite à l'Inventaire général du patrimoine culturel[33].
- La halle, au cœur du bourg, à proximité de l'église Saint-Pierre, a été construite au début du XIXe siècle et restaurée en 2008[34].
- Le monument aux morts, surmonté de la statue du Poilu au repos, réalisée par Étienne Camus.

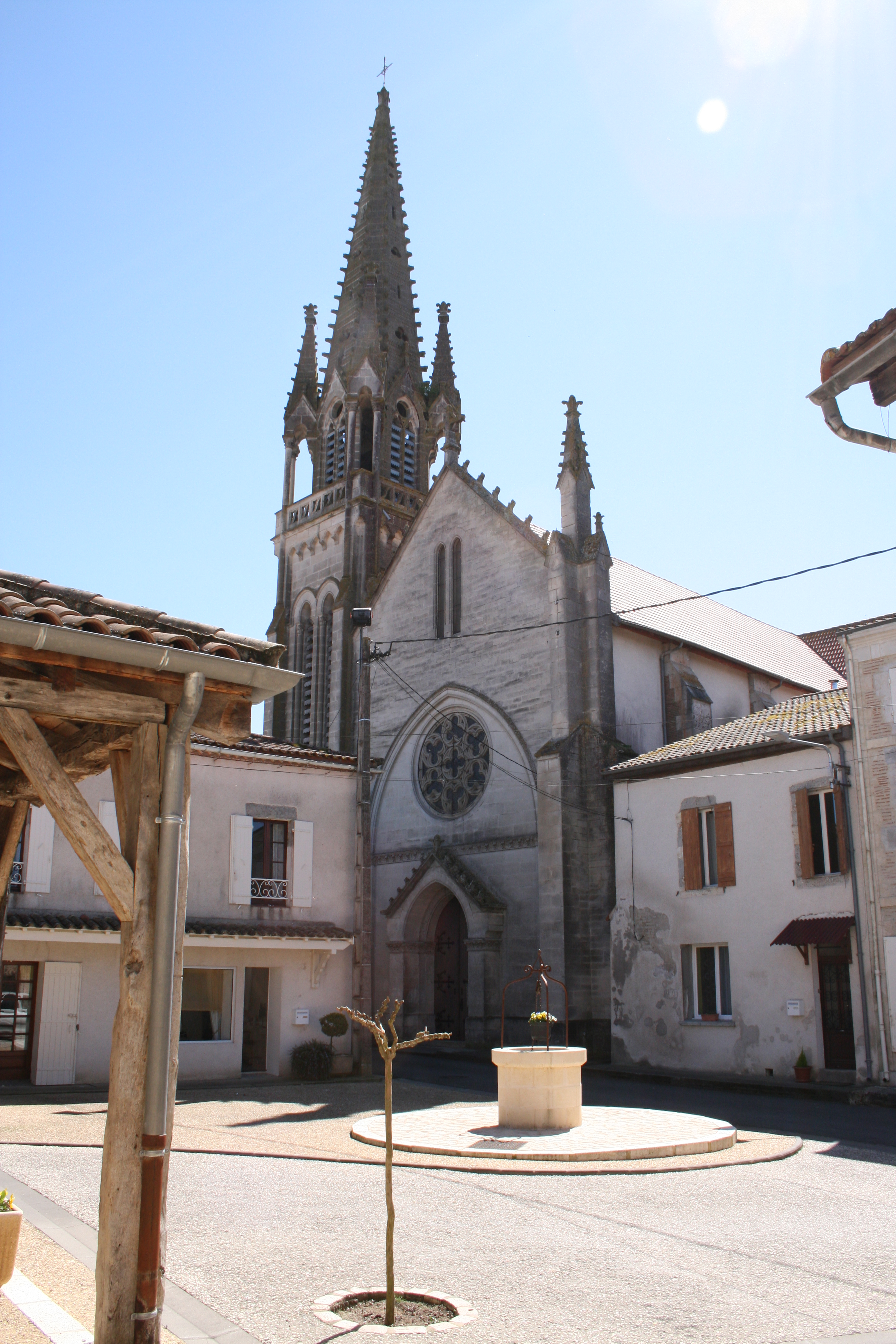
L'église Saint-Pierre.
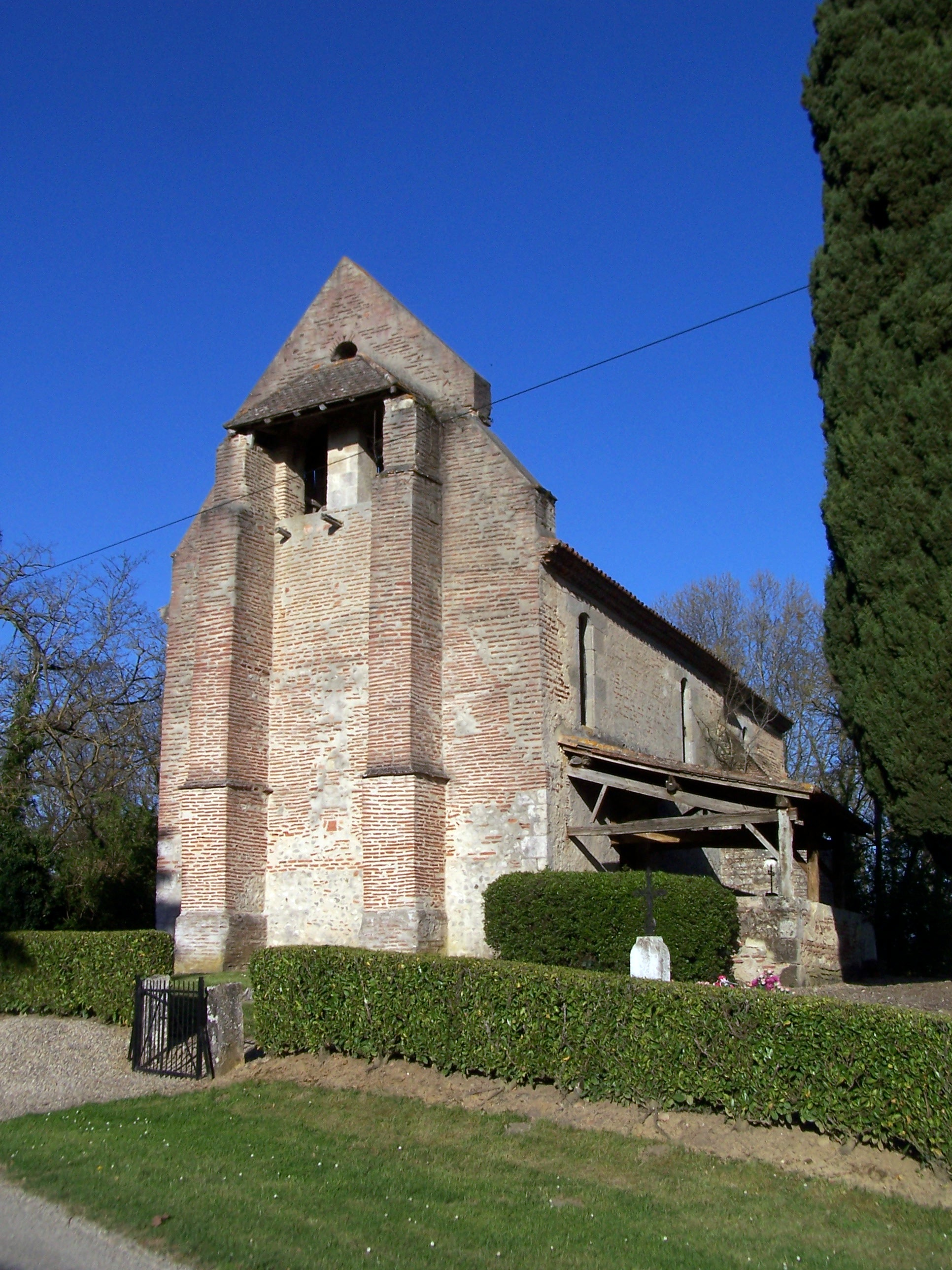
L'église Notre-Dame-de-la-Nativité de Vignes.
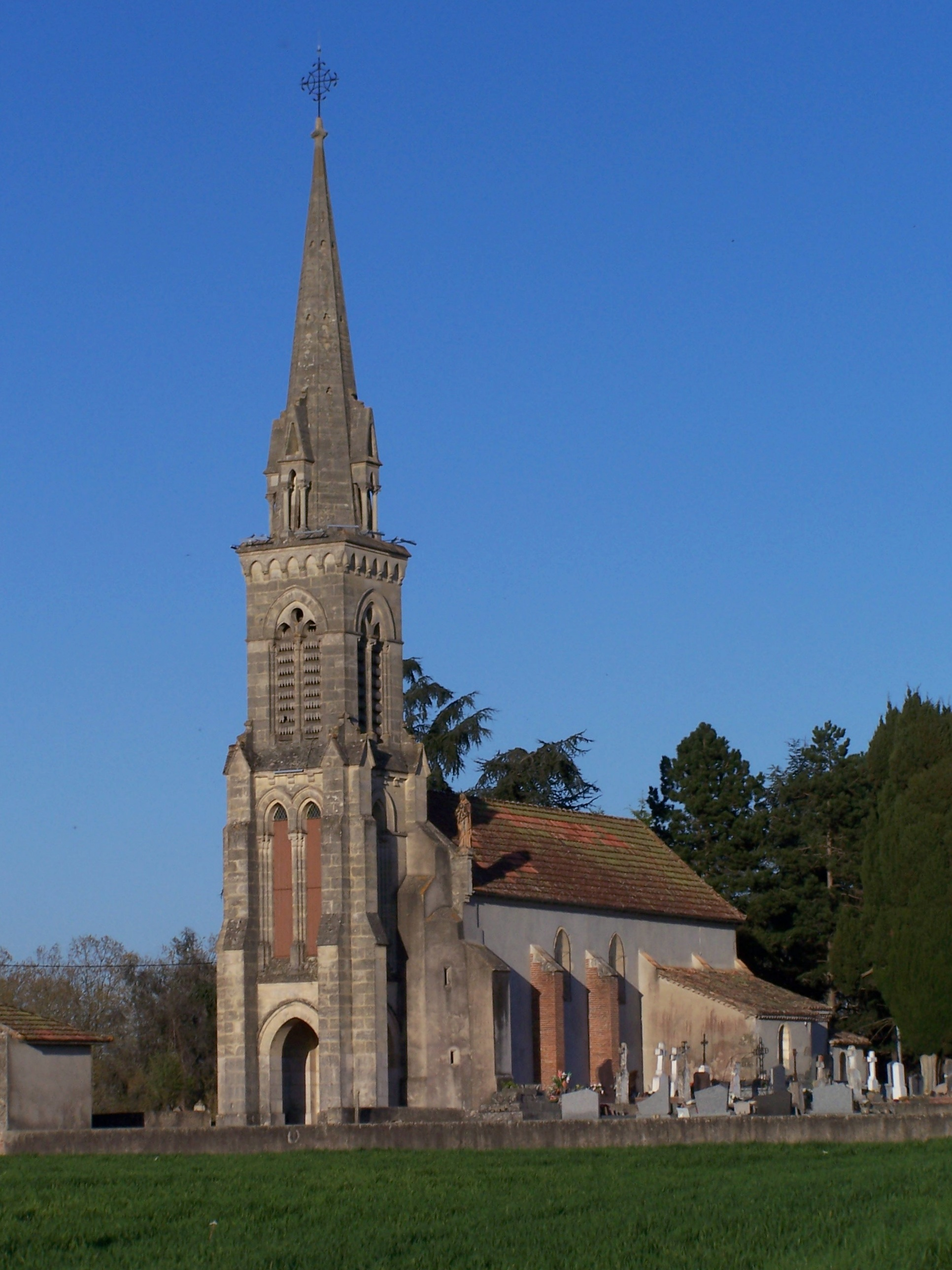
L'église Saint-Jean-Baptiste de Lompian.
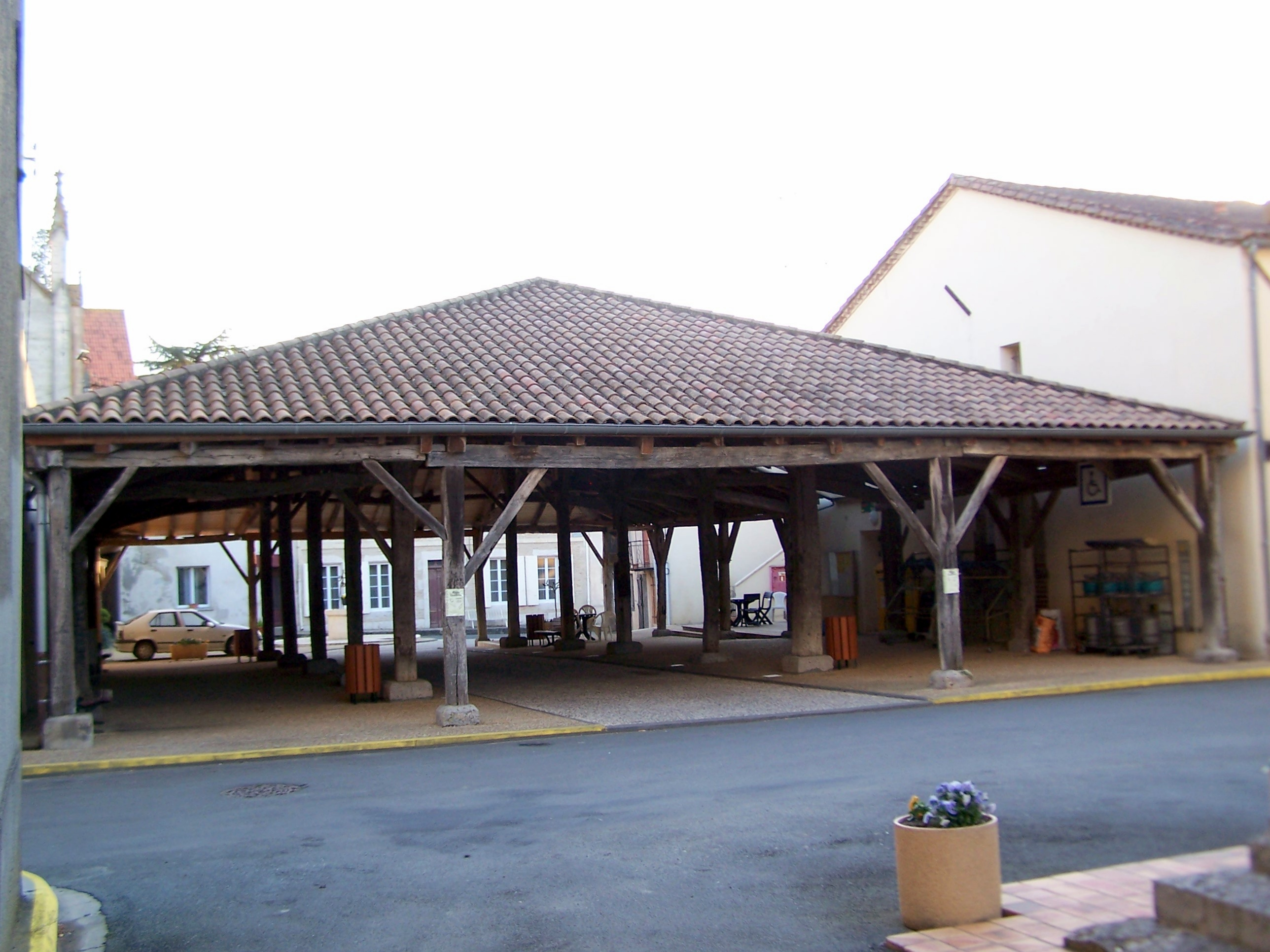
La halle.
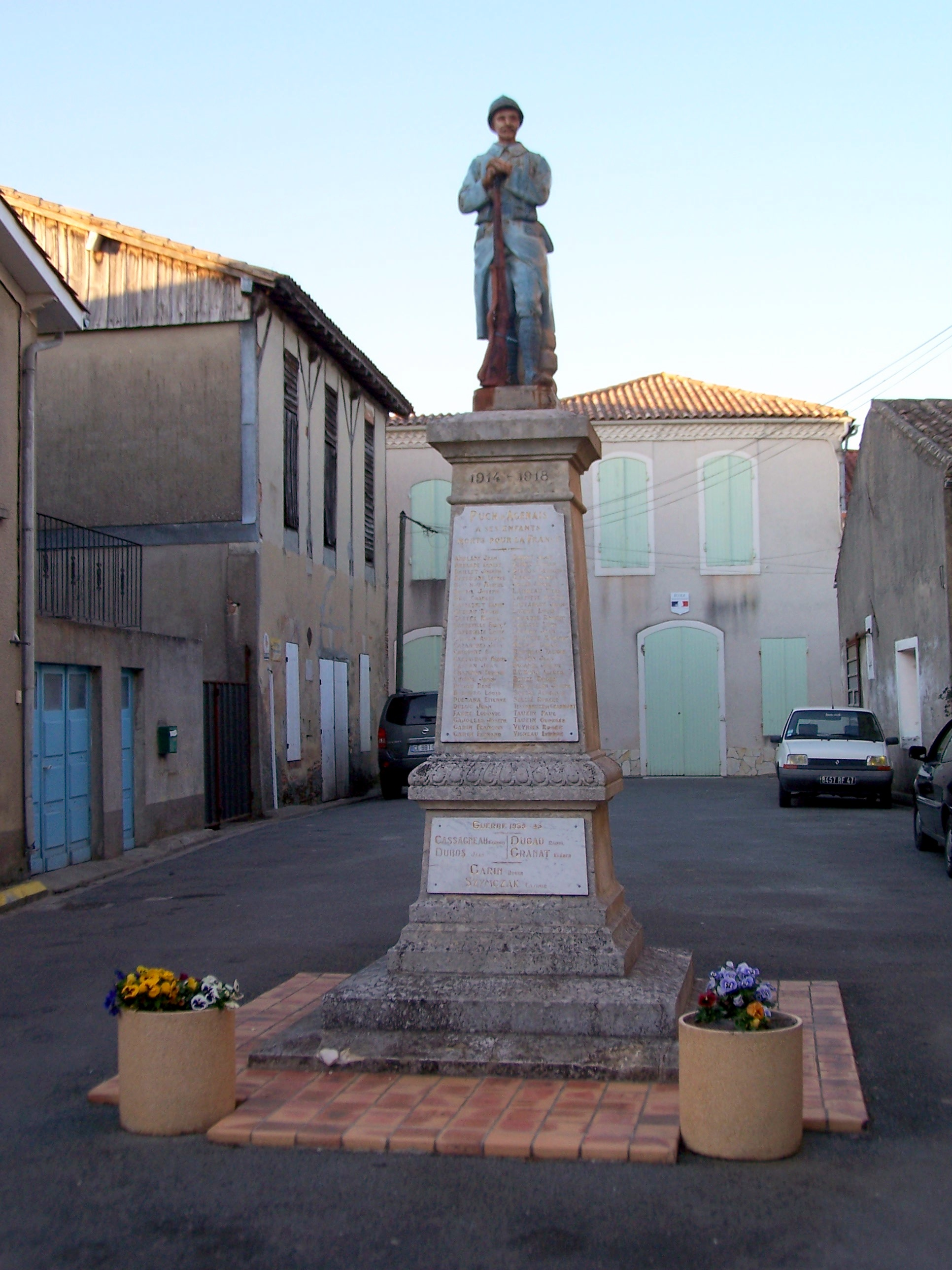
Le monument aux morts.

### Personnalités liées à la commune
- Pierre Brunet de Latuque (1757-1824), homme politique né et décédé à Puch-de-Gontaud, député du tiers état aux États généraux de 1789.
- Victor Coissac (1867-1941), instituteur socialiste libertaire et fondateur de L'intégrale.

### Héraldique
| Blason de Puch-d'Agenais | Blason  | D'azur à un arbre d'or posé sur un mont du même. |
| Blason de Puch-d'Agenais | Détails | Le statut officiel du blason reste à déterminer. |

## Film tourné à Puch-d'Agenais
- 2014 : Coup de chaud. Du 18 août au 26 septembre 2014, Raphaël Jacoulot y a tourné l'essentiel de son film avec comme acteurs principaux Jean-Pierre Darroussin et Karim Leklou. On y voit notamment la mairie, la place de la mairie, les halles, le monument aux morts et le château d'eau. Plusieurs habitants du village ont été sélectionnés comme figurants ou même acteurs dans ce film, notamment l'élue Aline Cozza ; une expérience unique partagée avec tout le village.
- 2021 : Linopy. Court-métrage de Thibaud Lagardère. Film expérimental en time-laps de nuit.